# Chersomanes
Chersomanes is een geslacht van zangvogels uit de familie Alaudidae (leeuweriken).

## Soorten
Het geslacht kent de volgende soorten:
- Chersomanes albofasciata – Sjirpleeuwerik
- Chersomanes beesleyi – Beesleys leeuwerik